# Macaranga decipiens
Macaranga decipiens är en törelväxtart som beskrevs av Lily May Perry. Macaranga decipiens ingår i släktet Macaranga och familjen törelväxter. Inga underarter finns listade i Catalogue of Life.